# 시카고 타이레놀 살인 사건
시카고 타이레놀 살인 사건은 1982년 누군가 시카고 도시권 지역에서 소매단계로 판매중인 타이레놀에 사이안화 칼륨을 넣어 일반인을 죽게만든 사건이다.

## 같이 보기
- 파라콰트 연쇄독살사건